# Korneuburg (gemeente)
Korneuburg is een gemeente in de Oostenrijkse deelstaat Neder-Oostenrijk, gelegen in het district Korneuburg (KO). De gemeente heeft ongeveer 11.000 inwoners.

## Geografie
Korneuburg heeft een oppervlakte van 9,71 km². Het ligt in het noordoosten van het land, iets ten noorden van de hoofdstad Wenen en ten zuiden van de grens met Tsjechië.

## Geboren in Korneuburg
- Gottfried Plohovich, 10 maart 1926, Oostenrijks componist, muziekpedagoog, dirigent en organist
- Tristan Takats, (14 november 1995), Oostenrijks freestyleskiër

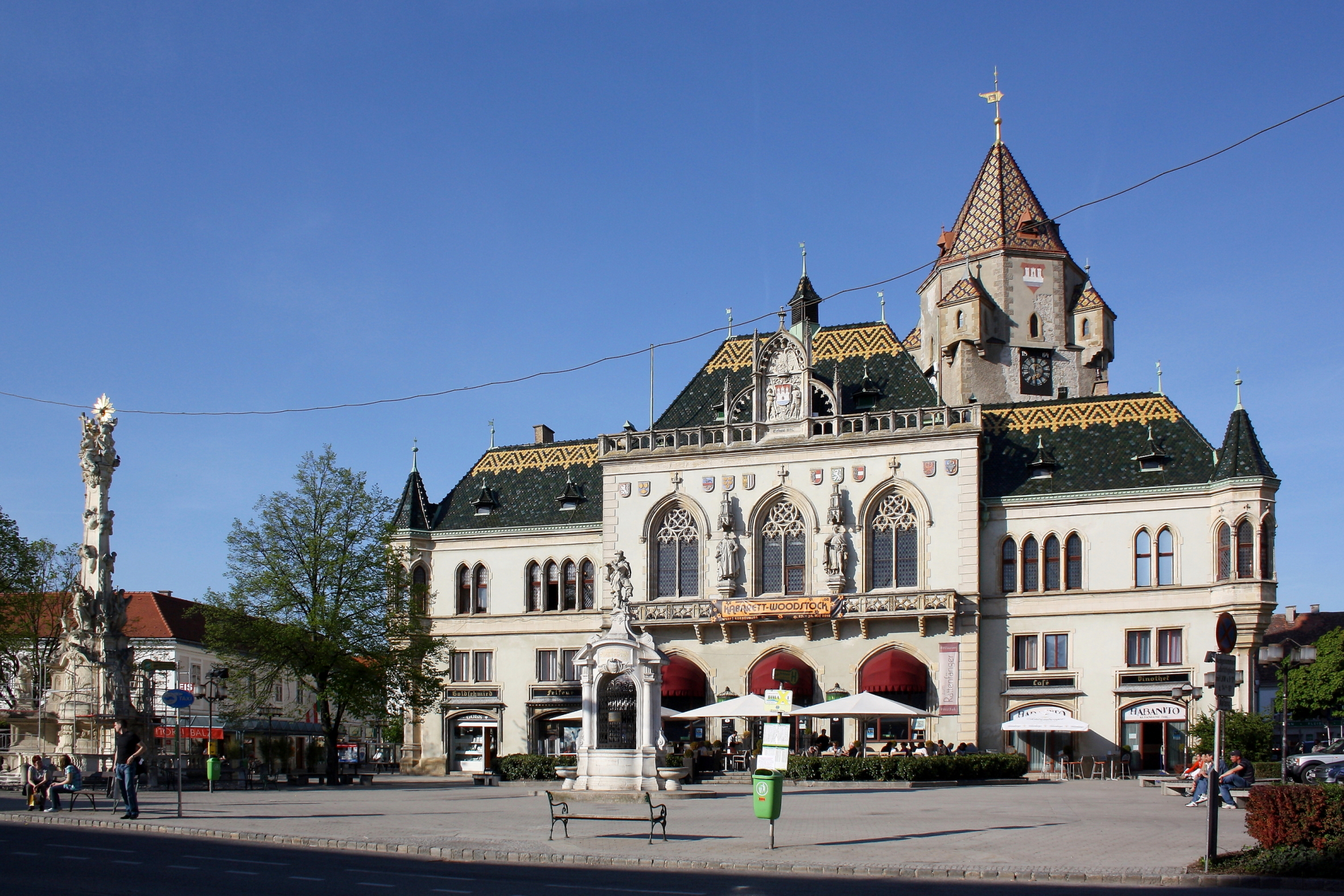
Stadhuis van Korneuburg

Bisamberg · Enzersfeld im Weinviertel · Ernstbrunn · Großmugl · Großrußbach · Hagenbrunn · Harmannsdorf · Hausleiten · Korneuburg · Langenzersdorf · Leitzersdorf · Leobendorf · Niederhollabrunn · Rußbach · Sierndorf · Spillern · Stetteldorf am Wagram · Stetten · Stockerau
- Gemeinsame Normdatei: 4096933-2
- Library of Congress Control Number: n87900309
- MusicBrainz: 8884a11e-ecdc-4fbe-842b-20bfcd5f6dc8
- Nationale Bibliotheek van Tsjechië: ge197510
- Nationale Bibliotheek van Israël: 987007562572505171
- Virtual International Authority File: 159543586
- WorldCat: E39PBJqk88YwFhDfDKcDMTFFrq